# جوزيف غرين
جوزيف غرين (بالإنجليزية: Joseph Green)‏ هو شاعر أمريكي، ولد في 1706، وتوفي في 1780.